# Gonggong
Gonggong (formalmente designado 225088 Gonggong; designação provisória: (225088) 2007 OR10) é um planeta anão localizado no disco disperso. Sua órbita é excêntrica, com um periélio de 33,440 au e um afélio de 100,614 au.
Com aproximadamente 1.230 quilômetros de diâmetro, Gonggong é do tamanho do satélite natural de Plutão, Caronte, e é o quinto maior objeto transnetuniano conhecido. Pode ser suficientemente massivo para estar equilíbrio hidrostático e, portanto, um planeta anão. Gonggong é geralmente considerado um planeta anão pelos astrônomos. A grande massa de Gonggong torna possível a retenção de uma tênue atmosfera de metano, embora tal atmosfera escapasse lentamente para o espaço.
Gonggong é vermelho, provavelmente devido à presença de compostos orgânicos chamados tolinas em sua superfície. O gelo de água também está presente em sua superfície, o que sugere um breve período de atividade criovulcânica no passado distante. Com um período de rotação de cerca de 22 horas, Gonggong gira lentamente em comparação com outros objetos transnetunianos, que normalmente têm períodos inferiores a 12 horas. A lenta rotação de Gonggong pode ter sido causada por forças de maré de seu satélite natural, chamado Xiangliu.

## Descoberta e nome
Gonggong foi descoberto em 17 de julho de 2007 por astrônomos do Instituto de Tecnologia da Califórnia como parte da tese de doutorado de Meg Schwamb, que era na época uma aluna de Michael E. Brown. A pesquisa tinha o objeto de descobrir objetos na região de Sedna. A descoberta foi anunciada formalmente em 7 de janeiro de 2009. Brown deu o apelido "Branca de Neve" (Snow White) ao objeto por sua cor branca presumida, pois ele teria que ser muito grande ou muito brilhante para ser detectado pela pesquisa. Entretanto, outras observações mostraram que ele é um dos objetos mais vermelhos do cinturão de Kuiper, comparável a Quaoar.
O objeto recebeu o nome de Gong Gong, um deus da mitologia chinesa, responsável pelo caos, pelas inundações e pela inclinação da Terra. O nome foi escolhido por seus descobridores em 2019, quando eles realizaram uma enquete online para o público em geral ajudar a escolher um nome para o objeto, e o nome Gonggong venceu.

## Órbita

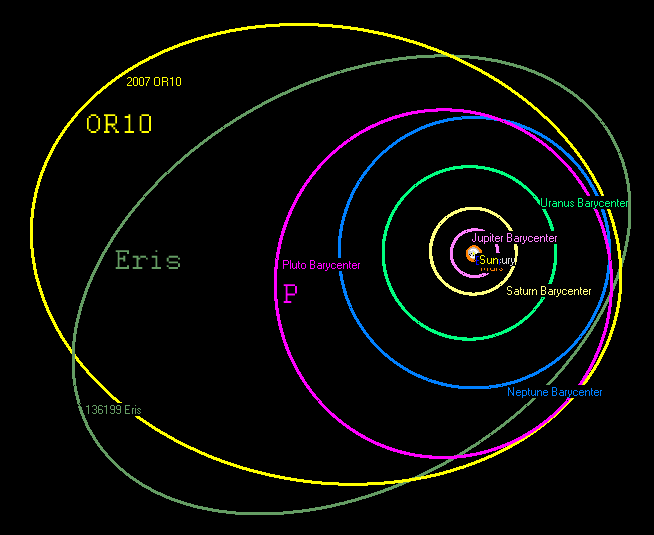
A órbita de Gonggong (em amarelo), comparada à órbita de Éris (em verde), de Plutão (em rosa) e dos planetas

Gonggong orbita o Sol a uma distância média de 67,5 au e realiza uma órbita completa a cada 554 anos. A órbita de Gonggong é altamente inclinada em relação à eclíptica, com uma inclinação orbital de 30,7 graus. Sua órbita também é altamente excêntrica, com uma excentricidade orbital medida de 0,50. Devido à sua órbita altamente excêntrica, a distância de Gonggong em relação ao Sol varia muito ao longo de sua órbita, de 101,2 au no afélio, seu ponto mais distante do Sol, para cerca de 33,7 au no periélio, seu ponto mais próximo do Sol. Gonggong atingiu o periélio em 1857, e atualmente está se afastando do Sol, em direção ao seu afélio.
O período, a inclinação e a excentricidade da órbita de Gonggong são bastante extremos em comparação com outros grandes corpos do Sistema Solar. Entre os prováveis planetas anões, seu período é o terceiro mais longo, com 554 anos em comparação com os 558 anos de Éris e os 11.400 anos de Sedna. Sua inclinação de 31° é a segunda, depois de 44° para Éris, e sua excentricidade de 0,50 também é (um tanto distante) segunda, depois de Sedna em 0,84.
O Minor Planet Center lista Gonggong como um objeto do disco disperso por sua órbita excêntrica e distante. O Deep Ecliptic Survey mostra que a órbita dele está em ressonância 3:10 com o planeta Netuno; Gonggong completa três órbitas ao redor do Sol para cada dez órbitas completadas por Netuno.
Em 2021, Gonggong estava a 89 au do Sol. Desde 2013, ele está mais distante do que Sedna, que estava localizado a 84,3 au do Sol em 2021, e ultrapassará Éris em distância no ano de 2045. Gonggong atingirá o afélio em 2134.

## Características físicas
O tamanho de um objeto depende de sua magnitude absoluta e albedo (a quantidade de luz que ele reflete). Gonggong tem uma magnitude absoluta de 2,0, sendo o sexto mais brilhante objeto transnetuniano conhecido, depois de Éris, Plutão, Makemake, Haumea e Sedna. Em 2012 observações com o Observatório Espacial Herschel estimaram um albedo de 0,185+0,076
−0,052 e um diâmetro de 1 280 ± 210 km.
Gonggong está entre os objetos transnetunianos mais vermelhos conhecidos. Isso é provavelmente em parte devido ao metano, que fica vermelho quando exposto a luz solar e raios cósmicos.
O espectro de Gonggong mostra traços de gelo de água e metano, deixando-o com uma composição parecida à de Quaoar. A presença de metano na superfície de Gonggong e Quaoar implica a existência de uma tênue atmosfera de metano nos dois objetos, lentamente evaporando para o espaço. Apesar de Gonggong se aproximar mais do Sol que Quaoar, e ser assim quente o suficiente para a atmosfera evaporar, sua massa maior possibilita a retenção de uma atmosfera. A presença de gelo de água na superfície de Gonggong implica um curto período de criovulcanismo no passado distante.